# 維諾赫拉德內克林
46°28′32″N 34°59′16″E / 46.47556°N 34.98778°E
維諾赫拉德内克林（烏克蘭語：Виноградний Клин）是位於烏克蘭南部的村莊，由赫爾松州海尼切斯克區的海尼切斯克市镇負責管轄。該村始建於1928年，面積27.1平方公里，2001年人口217，人口密度每平方公里8.8人。